# Győry Tibor
Nádudvari Győry Tibor (Pest, 1869. május 9. – Budapest, 1938. január 9.) orvostörténész, egészségügyi szervező, egyetemi tanár, az MTA levelező tagja (1933).

## Életpályája
1893-ban Budapesten orvosdoktori oklevelet, majd egészségtantanári képesítést szerzett. Pályafutása elején a budapesti belklinikán, majd a Rókus Kórházban működött. 1902-ben az orvostörténelem magántanára, 1905–1928 között pedig az állatorvosi főiskolán az állatorvoslás történetének előadója. 1918-ban egyetemi rk. tanár. 1919 végén nyert beosztást a népjóléti és munkaügyi minisztériumba. Később a közegészségügyi osztály vezetője, majd belügyi helyettes államtitkár lett. 1926-ban címzetes, 1936-ban nyugalmazott r. tanár volt.
Orvostörténeti munkássága során tisztázta a 16. századi morbus hungaricus (kiütéses tífusz) és morbus brunogallicus (szifilisz) lényegét, bebizonyította Semmelweis magyar eredetét, összeállította, németre lefordította műveit, népszerűsítette érdemeit, magyar orvosi bibliográfiát állított össze és megírta a budapesti orvosi kar történetét. Megalapította a Népegészségügy című lapot.

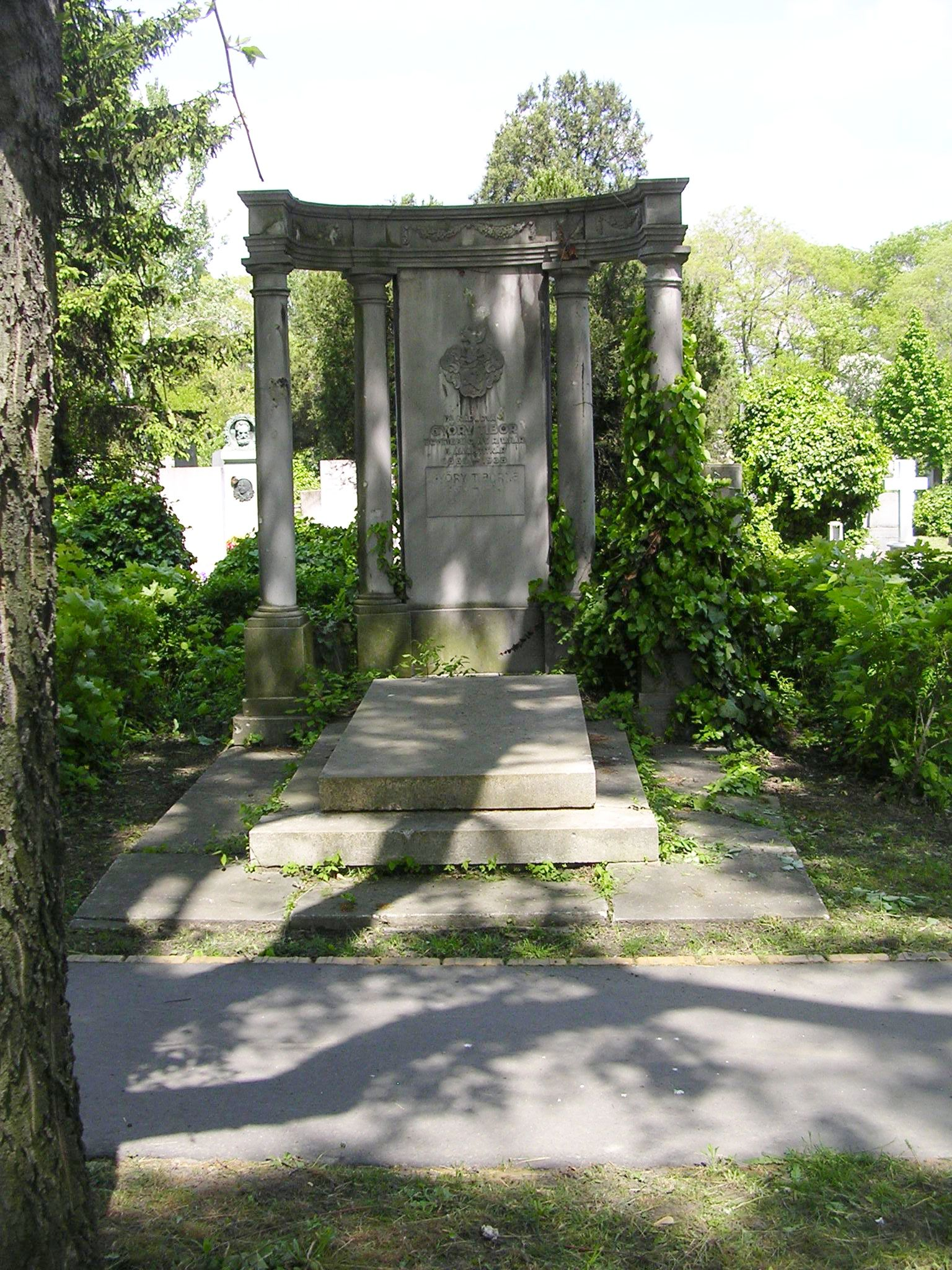
Sírja a Fiumei úti sírkertben 2005-ben (34-1-6)

## Főbb munkái
- Magyarország orvosi bibliographiája. 1742–1898 (Budapest, 1900)
- Morbus hungaricus (Budapest, 1900)
- Der Morbus brunogallicus, 1577
- Az orvostudományi kar története 1770–1935 (Budapest, 1936)

## Díjai, elismerései
- 1934 – Sudhoff-érem